# Aleiodes aquaedulcensis
Aleiodes aquaedulcensis – gatunek błonkówki z rodziny męczelkowatych.

## Taksonomia
Gatunek został opisany w roku 2006 przez Josepha C. Fortiera. Holotyp (samica) został odłowiony 50 km na płd. wsch. od miasta Green River w stanie Wyoming w lipcu 1977 przez Georga Stevensa. Epitet gatunkowy odnosi się do miejsca odłowienia holotypu.

## Zasięg występowania
Znany tylko z typowej lokalizacji w Hrabstwie Sweetwater w stanie Wyoming w USA.

## Budowa ciała
Samica
Około 4,5 mm długości i 3,6 mm rozpiętości przednich skrzydeł. Przyoczka małe, odległość bocznego przyoczka od oka wynosi nieco mniej niż półtorej jego średnicy. Pole malarne długie, jego długość jest nieco mniejsza niż dwie szerokości podstawy żuwaczek i nieco większa niż połowa średnicy oka. Wgłębienie gębowe małe, okrągłe, o średnicy nieco większej niż wysokość nadustka. Żeberko potyliczne ledwie kompletne na ciemieniu i styka się z żeberkiem hypostomalnym. Twarz skórzasta, płytko siatkowana; włoski nieliczne, nad nadustkiem ich brak. czoło skórzaste, ciemię bruzdkowane z dobrze widocznymi poprzecznymi żeberkami pośrodku. Czułki złożone z 42 segmentów, o długości większej niż szerokości. Przedplecze błyszczące i gęsto punktowane w środku i bruzdkowane po bokach. tarcza śródplecza skórzasta z rzeźbionym paskiem pośrodku. tarcza śródplecza skórzasta i gęsto punktowana, z wyraźnymi żeberkami w środkowej części; notaulix bruzdkowane. Zatarczka siatkowana i gęsto punktowana. Mezopleuron gęsto punktowany na górze oraz na dole i gładki pośrodku, bruzda przedbiodrowa łyżkowato wklęsła, żeberkowana. Pozatułówgęsto punktowany i siatkowany stromo opadający ku tyłowi, żeberko środkowe niekompletne, zacierające się na pochyleniu. Pierwsze dwa tergity metasomy gęsto punktowane i siatkowane, żeberko środkowe na pierwszym obecne na całej długości, na drugim dobrze rozwinięte z przodu i ledwo widoczne z tyłu; trzeci tergit gęsto punktowany, żeberko słabo widoczne w przedniej 1/3 długości zaś podłużne bruzdy rzadsze pośrodku i gęstsze po bokach, rowek między drugim i trzecim tergitem bruzdkowany; czwarty tergit gęsto punktowany, silnie wygrzbiecony, pokrywa wszystkie dalsze tergity. Biodra tylnej pary odnóży gęsto punktowane. Pazurki stóp małe, nie sięgają do końca stopy. W przednim skrzydle żyłka r ma długość 0,8 żyłki 3RSa, 0,3 żyłki 3Rsb, 1,3 żyłki r-m i jest równa długości żyłki m-cu, żyłka 1u-a ponad żyłką 1M w odległości 1,25 długość żyłki 1cu-a i 0,3 długości żyłki 1CUb. W tylnym skrzydle żyłka RS lekko falista, żyłka 1r-m ma 0,7 długości żyłki 1M, zaś 1M 0,5 długości żyłki M+CU. Żyłka m-cu słabo pigmentowana, o długości 0,7 żyłki 1r-m..
Większość głowy i mezosomy pomarańczowe. Trzonek czułka żółty pośrodku i czarny po brzegach, reszta czułków również czarna. Dolna część mezopleuronu i pozatułów czarne. Tergity metasomy dwukolorowe - pierwszy, trzeci i czwarty w dużej części czarne, stopniowo przechodzące w pomarańczowe, zaś drugi pomarańczowy z czarnymi paskami pośrodku. Pterostygma i żyłki skrzydeł brązowe.
Morfologia samca nieznana.

## Biologia i ekologia
Biologia tego gatunku jest nieznana.